# Bandlage

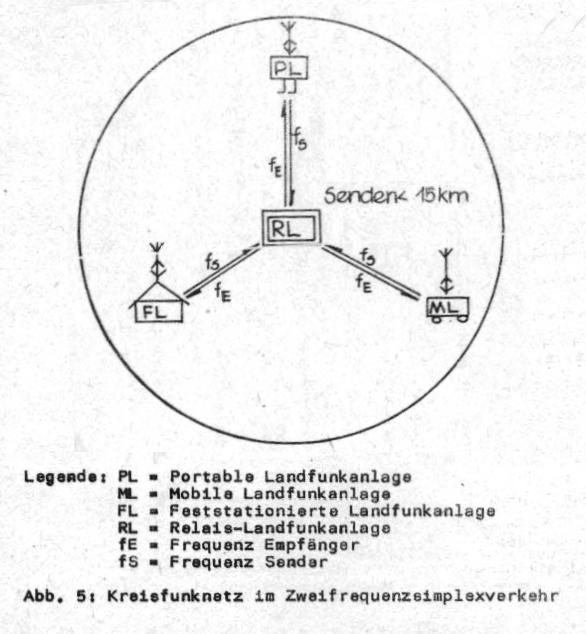
Einfaches Funknetz mit Relaisstation

Bei der Funk-Verkehrsart „Gegensprechen (Duplex)“ hat jeder Kanal zwei Frequenzen, eine im Oberband (hier sendet die Relaisstation) und eine im Unterband (hier sendet der mobile Teilnehmer). Mit einer Duplexweiche ausgestattete Funkgeräte erlauben gleichzeitiges Senden und Empfangen (Vollduplexbetrieb), da beide Teilnehmer eigene Frequenzen verwenden. Eine ggf. an der Relaisstation über Richtfunkstrecke angeschlossene Leitstelle kann dem mobilen Teilnehmer ins Wort fallen, sie hat eine Vorrangschaltung.
Die mobilen Funkteilnehmer untereinander empfangen im (Semi- oder Halbduplexbetrieb bzw. bedingtes Gegensprechen oder Zweifrequenzsimplex), so dass die Teilnehmer, wie bei Simplexbetrieb, nur abwechselnd senden können.
Im deutschen BOS-Funk verwenden die meisten mobilen Teilnehmer eine Duplexweiche, die Handsprechfunkgeräte können aufgrund ihrer Größe jedoch nur mit einem einfachen Antennenumschalter zwischen Sende- und Empfangsteil arbeiten. Die Duplexfähigkeit erhöht die Betriebssicherheit, da der Funker sein Echo über die Relaisstation hören kann.
Der Frequenzversatz, auch als Band- oder Duplexabstand bezeichnet, beträgt beispielsweise im 4-Meter-Band 9,8 MHz, der Kanalabstand beträgt in diesem Bereich 20 kHz.
Sendet ein Teilnehmer beispielsweise auf dem Unterband und empfängt auf dem Oberband so spricht man von „Gegensprechen Unterband“ (GU), sendet er jedoch auf dem Oberband dann nennt man dies „Gegensprechen Oberband“ (GO).